# Sotjis internationella flygplats
Sotjis internationella flygplats (ryska: Международный Аэропорт Сочи, Mezjdunarodnyj Aeroport Sotji) (IATA: AER, ICAO: URSS) är en internationell flygplats belägen i den ryska staden Sotji som har kust med Svarta havet.
Sotjis internationella flygplats hade år 2007 uppskattningsvis 1,53 miljoner passagerare, en ökning med 11,3% från 2006.
Flygplatsen har mest inrikesflyg. I samband med olympiska vinterspelen 2014 gick det många utrikesflyg, bland annat till Norden.